# Juan Fanning García
Juan M. Fanning García (Lambayeque, 3 de abril de 1824 - Lima, 16 de enero de 1881) fue un marino peruano, miembro de la Bomba Lima, y héroe de la Guerra del Pacífico. Al mando del batallón "Guarnición de la Marina", se destacó en la defensa de Lima, luchando en la batalla de Miraflores, donde fue herido mortalmente.

## Biografía
Hijo del marino mercante estadounidense Juan Fanning y de Micaela García. 
Se inició en la marina mercante, al lado de su padre. Luego estudió a la Escuela Naval del Callao e ingresó al servicio de la Armada en 1839, sirviendo primero en el Arsenal Naval y luego en el pailebote Vigilante.
Como guardiamarina sirvió a bordo de la Limeña, durante la guerra civil de 1843-1844, destacando por su actuación en el Combate del Alto de Iquerane, librado el 16 de noviembre de 1843. Era ya teniente segundo cuando formó parte de la comisión que a las órdenes de Manuel Villar Olivera exploró el curso del río Amazonas entre fines de 1851 y agosto de 1853.
En 1853 se casó con Teresa González del Real, natural de Nepeña, con quien tuvo dos hijos, Jorge y Emma, quienes murieron a temprana edad.
En agosto de 1854 fue nombrado segundo comandante del bergantín Gamarra, y en 1863 era ya capitán de fragata graduado y segundo jefe del Arsenal.
En 1865 se sumó a la revolución restauradora acaudillada por el coronel Mariano Ignacio Prado contra el gobierno del general Juan Antonio Pezet. Tomó entonces el mando de las baterías de Arica y luego el comando de la fragata Amazonas. Su actuación a favor de la revolución fue destacada, pues capturó al vapor Lerzundi en Arica; a la goleta Tumbes, en Islay; y a la corbeta América, en Pisco. Ascendido a capitán de navío, fue nombrado Mayor de Órdenes de la Escuadra Aliada durante la guerra entre Perú y España de 1866.
Fue capitán de puerto de Huanchaco y de Pisco (1864-1866), y en 1868, solicitó y obtuvo licencia indefinida.
El 10 de diciembre de 1869 fue propuesto como bombero activo de la Bomba LIMA, siendo aceptado por unanimidad en junta general del día 12 de marzo de 1870 siendo así reconocido como miembro y bombero activo de la Bomba LIMA.
Al estallar la Guerra del Pacífico en abril de 1879, se reintegró al servicio y se embarcó hacia Arica, donde, como jefe de Estado Mayor de las Baterías, hizo una importante labor en las fortificaciones del puerto. Por motivos de salud, en septiembre del mismo año volvió a Lima. Ya recuperado, fue nombrado jefe de la Batería Santa Rosa del Callao. El 16 de febrero de 1880 se le encomendó la organización del batallón “Guarnición de Marina”, participando en las acciones sostenidas contra el bloqueo del Callao sostenido por las fuerzas chilenas.

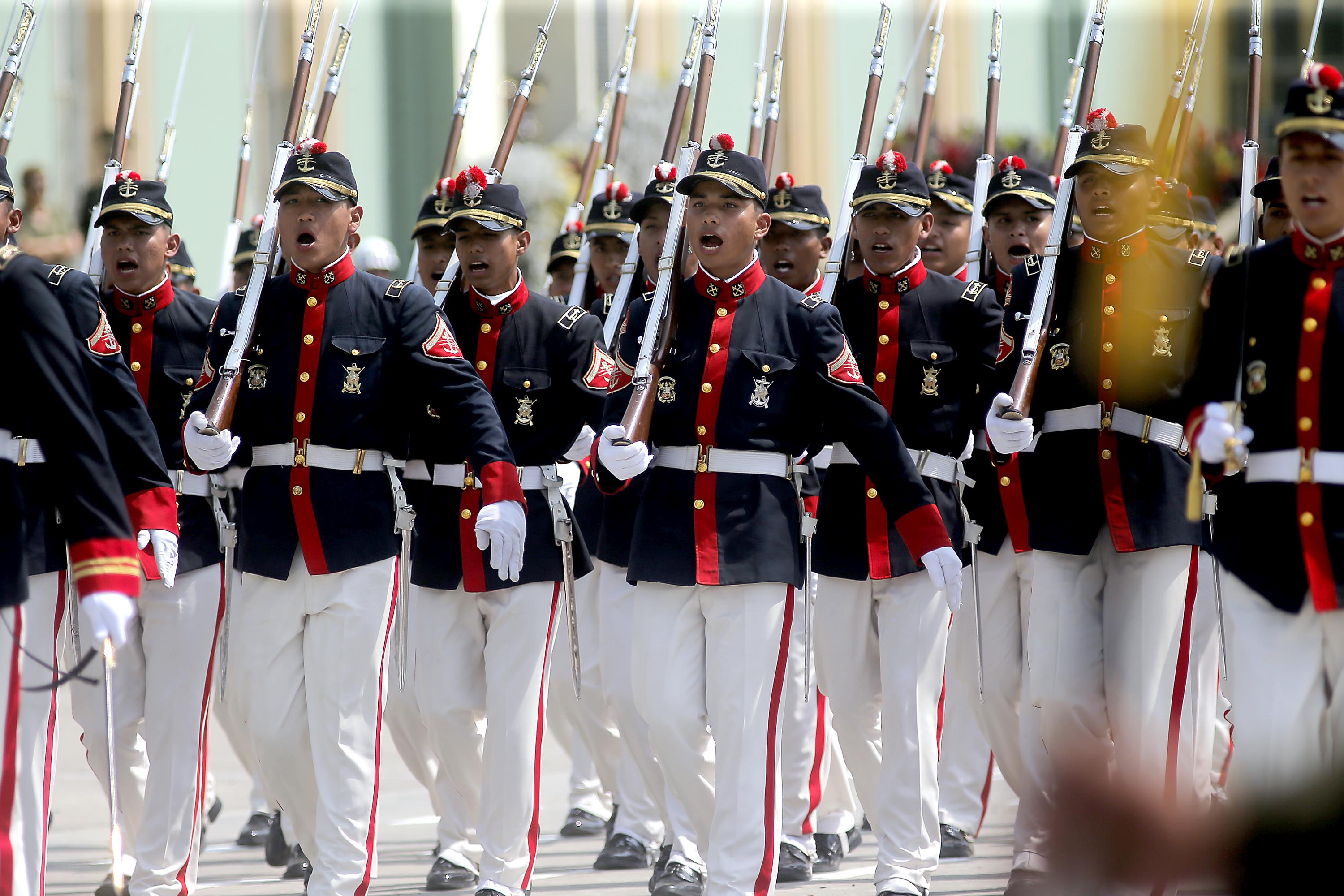
Gloriosa y emblemática compañía histórica “Juan Fanning”

Al frente de la “Guarnición de Marina”, acantonado entre los reductos 1 y 2 de Miraflores, luchó en la batalla de Miraflores, librada el 15 de enero de 1881. La actuación de su batallón fue memorable, pues, junto con los batallones de línea Lima N.º 61 y Guardia Chalaca, luchó con gran intrepidez y bizarría, haciendo retroceder constantemente al enemigo. La “Guarnición de Marina” quedó casi aniquilada, pues, de 500 plazas y 30 oficiales, quedaron tendidos en el campo 400 soldados y 24 oficiales. El mismo Fanning resultó gravemente herido por un disparo que recibió en la parte superior del vientre., siendo trasladado penosamente hasta su hogar en Lima. Fue examinado por el doctor Ricardo L. Flores, médico y cirujano, quien certificó que su herida era de pronóstico mortal.
En la madrugada del 16 de enero, el capitán de navío Juan Fanning expiró, siendo sus últimas palabras: «Muero por la Patria». Sus restos reposan en la Cripta de los Héroes del cementerio Presbítero Maestro en Lima.
Su viuda, la célebre Teresa González de Fanning, se consagró desde entonces a la educación de las niñas y destacó como escritora, siendo recordada como la precursora de la moderna educación de la mujer orientada a su independencia laboral.